# Hynobius lichenatus
Hynobius lichenatus é uma espécie de anfíbio caudado pertencente à família Hynobiidae. Endêmica do Japão.